# Мануель Сарабіа
Мануель Сарабіа (ісп. Manuel Sarabia, нар. 9 січня 1957, Абанто-і-Сьєрвана) — іспанський футболіст, що грав на позиції нападника. По завершенні ігрової кар'єри — тренер.
Виступав, зокрема, за клуб «Атлетік Більбао», а також національну збірну Іспанії.
Дворазовий чемпіон Іспанії. Володар Кубка Іспанії з футболу.

## Клубна кар'єра
Вихованець футбольної школи клубу «Атлетік Більбао».
У дорослому футболі дебютував 1974 року виступами за команду клубу «Більбао Атлетік», в якій провів два сезони, взявши участь у 52 матчах чемпіонату. 
Згодом з 1976 по 1978 рік грав у складі команд клубів «Атлетік Більбао» та «Баракальдо» (на правах оренди).
Своєю грою за останню команду знову привернув увагу представників тренерського штабу клубу «Атлетік Більбао», до складу якого повернувся 1978 року. Цього разу відіграв за клуб з Більбао наступні десять сезонів своєї ігрової кар'єри. Більшість часу, проведеного у складі «Атлетика», був основним гравцем атакувальної ланки команди. За цей час двічі виборював титул чемпіона Іспанії.
Завершив професійну ігрову кар'єру у клубі «Логроньєс», за команду якого виступав протягом 1988—1990 років.

## Виступи за збірну
На молодіжному рівні провів 2 матчі.
1983 року дебютував в офіційних матчах у складі національної збірної Іспанії. Протягом кар'єри у національній команді, яка тривала усього 3 роки, провів у формі головної команди країни 15 матчів, забивши 2 голи.
У складі збірної був учасником чемпіонату Європи 1984 року у Франції, де разом з командою здобув «срібло».

### Статистика голів
| #  | Дата           | Арена                                       | Противник | Гол  | Результат | Турнір                 |
| -- | -------------- | ------------------------------------------- | --------- | ---- | --------- | ---------------------- |
| 1. | 21 грудня 1983 | Естадіо Беніто Вільямарін, Севілья, Іспанія | Мальта    | 11–1 | 12–1      | Євро 1984 кваліфікація |
| 2. | 12 червня 1985 | Лауґардалсветлюр, Рейк'явік, Ісландія       | Ісландія  | 1–1  | 1–2       | Кваліфікація ЧС 1986   |

## Кар'єра тренера
Розпочав тренерську кар'єру, повернувшись до футболу після невеликої перерви, 1995 року, очоливши тренерський штаб клубу «Більбао Атлетік».
В подальшому очолював команду клубу «Бадахос».
Наразі останнім місцем тренерської роботи був клуб «Нумансія», головним тренером команди якого Мануель Сарабіа був з 2001 по 2003 рік.

## Титули і досягнення

### Клубні
- Чемпіон Іспанії (2):

«Атлетік Більбао»:  1982—1983, 1983—1984
- Володар Кубка Іспанії з футболу (1):

«Атлетік Більбао»: 1983—1984

### Збірна
Іспанія
- Віце-чемпіон Європи: 1984